# Muškarci koji mrze žene (2011.)
Muškarci koji mrze žene (eng. The Girl with the Dragon Tattoo) je američki triler redatelja Davida Finchera temeljen na istoimenom švedskom best-selleru autora Stiega Larssona. To je drugi film snimljen prema spomenutoj knjizi; prvi je snimljen 2009. godine pod istim nazivom, švedske produkcije. Scenarij za američku verziju filma napisao je Steven Zaillian, a u njoj su glavne uloge ostvarili Daniel Craig kao Mikael Blomkvist i Rooney Mara kao Lisbeth Salander. Film je sa svojim kino prikazivanjem u SAD-u i Kanadi započeo 21. prosinca 2011. godine i do danas zaradio preko 80 milijuna dolara, a u Hrvatskoj tjedan dana kasnije - 29. prosinca gdje ga je u nepuna dva tjedna pogledalo 40 tisuća ljudi. Radnja filma prati Blomkvista, koji se bavi istraživačkim novinarstvom i koji pokušava pronaći djevojku nestalu prije 36 godina (koja je možda i ubijena).
Craig je dobio ulogu Mikaela Blomkvista u srpnju 2010. godine uz mogućnost repriziranja uloge u sljedeća dva nastavka. U kolovozu iste godine Mara je dobila ulogu Lisbeth Salander. Premda je njezina uloga privukla mnoge glumice, neke od njih su se povukle s projekta zbog drugih obveza i/ili male plaće.

## Glumačka postava
- Daniel Craig kao Mikael Blomkvist
- Rooney Mara kao Lisbeth Salander
- Christopher Plummer kao Henrik Vanger
- Stellan Skarsgård kao Martin Vanger
- Robin Wright kao Erika Berger
- Steven Berkoff kao Dirch Frode
- Yorick van Wageningen kao Nils Bjurman
- Joely Richardson kao Anita Vanger
- Goran Višnjić kao Dragan Armansky

## Produkcija
Američku verziju filma režirao je David Fincher (Društvena mreža, Sedam, Neobična priča o Benjaminu Buttonu) prema adaptiranom scenariju Stevena Zailliana (Schindlerova lista). Rane 2010. godine producent Scott Rudin započeo je s razvijanjem projekta u suradnji s Columbia Pictures studijom premda je još u rujnu 2008. godine holivudski studio Paramount Pictures razmišljao o adaptaciji knjige nakon što je Alfred A. Knopf izdao knjigu za američko tržište.
Do travnja 2010. godine David Fincher je službeno postao redateljem filma. Snimanje je započelo u Stockholmu u rujnu 2010. godine. Jeff Cronenweth zamijenio je originalnog kamermana Fredrika Bäckara nakon osam tjedana rada na filmu. U ranom prosincu 2010. godine snimanje je prebačeno u Zurich prije stanke za Božić. Produkcija se nastavila u studijima Sony i Paramount u Los Angelesu pa se u proljeće vratila u Švedsku. U svibnju 2011. godine studio MGM uplatio je 20% filmskog budžeta te otkupio neka međunarodna televizijska prava.

## Vanjske poveznice
- Muškarci koji mrze žene u internetskoj bazi filmova IMDb-a